# 欧洛斯
欧洛斯，是匈牙利巴兰尼亚州所辖的一个村。总面积10.29平方公里，总人口641，人口密度62.3人/平方公里（2011年1月1日）。